# Резолюция Совета Безопасности ООН 1088
Резолюция Совета Безопасности Организации Объединённых Наций 1088 (код — S/RES/1088), принятая 12 декабря 1996 года, сославшись на все резолюции по конфликтам в бывшей Югославии и, в частности, резолюции 1031 (1995) и 1035 (1995), совет, действуя на основании главы VII Устава ООН, санкционировал создание Сил по стабилизации (СФОР) в Боснии и Герцеговине вместо Сил по осуществлению (ИФОР).
На конференции по Боснии и Герцеговине был разработан план действий по укреплению мирного процесса. В соответствии с Дейтонским соглашением в стране были проведены выборы, и были созданы институты, предусмотренные Конституцией Боснии и Герцеговины. Хорватия и Союзная Республика Югославия (Сербия и Черногория) сыграли позитивную роль в мирном процессе, и усилия всех, включая Высокого представителя, ИФОР и другие международные организации, приветствуются.
Совет Безопасности ООН приветствовал взаимное признание между государствами-преемниками бывшей Югославии и подчеркнул важность полной нормализации их дипломатических отношений. Им напомнили об их обязательствах по предыдущим резолюциям Совета Безопасности и о необходимости полного выполнения Дейтонского соглашения и сотрудничества с Организацией Объединённых Наций.
Государства-члены были уполномочены создать СФОР в качестве правопреемника ИФОР сроком на 18 месяцев. Они должны были принять все необходимые меры для обеспечения соблюдения Приложения 1-А к Мирному соглашению и своего права на самооборону от нападений или угроз. Босния и Герцеговина также попросила продлить срок действия полицейских сил ООН (Международная полицейская оперативная группа), которые входили в состав Миссии ООН в Боснии и Герцеговине (МООНБГ). Мандат МООНБГ был продлен до 21 декабря 1997 года, и Совет Безопасности потребовал, чтобы все миссии ООН работали вместе.